# ISO 8745
ISO 8745 er en ISO standard for en Stift.
En stift ISO 8745 er en af de mest brugte stifter inden for befæstelse området.
| Gevind      | M1,5      | M2        | M2,5      | M3        | M4        |
| ----------- | --------- | --------- | --------- | --------- | --------- |
| Bredde d2:  | 1,60-1,63 | 2,10-2,15 | 2,60-2,70 | 3,20-3,30 | 4,15-4,30 |
| Længde c:   | 0,2       | 0,25      | 0,3       | 0,4       | 0,5       |
| Styrke ISO: | 1,6       | 2,84      | 4,4       | 6,4       | 11,3      |
| Styrke DIN: | 1,6       | 2,85      | 4,25      | 6,15      | 10,6      |

| Gevind      | M5        | M6        | M8        | M10         | M12         |
| ----------- | --------- | --------- | --------- | ----------- | ----------- |
| Bredde d2:  | 5,15-5,30 | 6,15-6,35 | 8,20-8,40 | 10,20-10,45 | 12,25-12,50 |
| Længde c:   | 0,63      | 0,85      | 1         | 1,2         | 1,6         |
| Styrke ISO: | 17,6      | 25,4      | 45,2      | 70,4        | 101,8       |
| Styrke DIN: | 16,5      | 22,8      | 40,5      | 63,2        | 91          |